# Vaiano Cremasco
Vaiano Cremasco är en ort och kommun i provinsen Cremona i regionen Lombardiet i Italien. Kommunen hade 3 697 invånare (2018).